# Leichtathletik-Weltmeisterschaften 2001/100 m der Männer

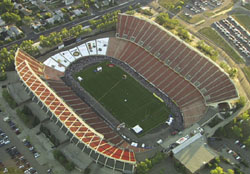
Das Commonwealth Stadium von Edmonton im Jahr 2005

Der 100-Meter-Lauf der Männer bei den Leichtathletik-Weltmeisterschaften 2001 wurde am 5. und 6. August 2001 im Commonwealth Stadium der kanadischen Stadt Edmonton ausgetragen.
In diesem Wettbewerb verbuchten die US-amerikanischen Sprinter einen Doppelsieg.

Seinen dritten WM-Titel in Folge errang der Olympiasieger von 2000 und Weltrekordinhaber Maurice Greene, der außerdem 1999 über 200 Meter Weltmeister war und mit der 4-mal-100-Meter-Staffel seines Landes 1999 WM-Gold und 2000 Olympiagold errungen hatte.

Zweiter wurde Bernard Williams, der im Jahr zuvor wie Maurice Greene Mitglied der bei den Olympischen Spielen siegreichen US-Sprintstaffel war.

Bronze ging an den WM-Dritten von 1995, Olympiadritten von 1996 und Olympiazweiten von 2000 Ato Boldon aus Trinidad und Tobago, der außerdem über 200 Meter 1997 Weltmeister und 1996 sowie 2000 jeweils Olympiadritter war. Hier in Edmonton errang er am Schlusstag mit der 4-mal-100-Meter-Staffel seines Landes die Silbermedaille.

## Bestehende Rekorde
| Weltrekord               | 9,79 s | Maurice Greene | Athen, Griechenland         | 16. Juni 1999   |
| Weltmeisterschaftsrekord | 9,80 s | Maurice Greene | WM 1999 in Sevilla, Spanien | 22. August 1999 |

Der bestehende WM-Rekord wurde bei diesen Weltmeisterschaften nicht eingestellt und nicht verbessert.
Zu verzeichnen waren eine Weltbestleistung und ein Landesrekord:
- Weltbestleistung: 9,82 s – Maurice Greene (USA), Finale am 5. August bei einem Gegenwind von 0,2 m/s
- Landesrekord: 10,78 s – Mohd Roache (Samoa), Vorlauf am 4. August bei Windstille

## Doping
Im Jahr 2008 gestand der mehrfache Medaillengewinner, Weltmeister und Olympiasieger aus dem Gefängnis heraus, wo er sich wegen Scheckbetrugs und Geldwäsche befand, die langjährige Einnahme verbotener Substanzen wie Testosteron und Somatropin. Seine davon betroffenen Resultate wurden allesamt annulliert, hier bei diesen Weltmeisterschaften seine Rennen über 100 Meter mit der zunächst errungenen Silbermedaille sowie der Sieg mit der 4-mal-100-Meter-Staffel seines Landes.
Betroffen davon waren in erster Linie vier Sprinter:
- Ato Boldon, Trinidad und Tobago – Er erhielt seine Bronzemedaille erst mit langer Verspätung und konnte nicht an der Siegerehrung teilnehmen.
- Uchenna Emedolu, Nigeria – Ihm wurde die über seinen vierten Rang im zweiten Halbfinallauf erlaufene Finalteilnahme verwehrt.
- Aham Okeke, Norwegen – Er hätte über seine im Viertelfinale erzielte Zeit am Halbfinale teilnehmen dürfen.
- Akihiro Yasui, Japan – Er hätte über die Zeitregel im Viertelfinale starten dürfen.

## Vorrunde
Die Vorrunde wurde in elf Läufen durchgeführt. Die ersten drei Athleten pro Lauf – hellblau unterlegt – sowie die darüber hinaus sieben zeitschnellsten Läufer – hellgrün unterlegt – qualifizierten sich für das Viertelfinale.

### Vorlauf 1
4. August 2001, 10:36 Uhr
Wind: −0,3 m/s
| Platz | Name             | Nation              | Zeit (s) |
| ----- | ---------------- | ------------------- | -------- |
| 1     | Kim Collins      | St. Kitts und Nevis | 10,30    |
| 2     | Fabrice Calligny | Frankreich          | 10,32    |
| 3     | Kenneth Andam    | Ghana               | 10,40    |
| 4     | Morné Nagel      | Südafrika           | 10,49    |
| 5     | Chiang Wai Hung  | Hongkong            | 10,85    |
| 6     | Diego Ferreira   | Paraguay            | 10,97    |
| 7     | Philam Garcia    | Guam                | 11,12    |
| 8     | Trevor Misapeka  | Amerikanisch-Samoa  | 14,28    |

### Vorlauf 2
4. August 2001, 10:36 Uhr
Wind: −0,9 m/s
| Platz | Name              | Nation       | Zeit (s) |
| ----- | ----------------- | ------------ | -------- |
| 1     | Aziz Zakari       | Ghana        | 10,26    |
| 2     | Troy Douglas      | Niederlande  | 10,35    |
| 3     | Llewelyn Bredwood | Jamaika      | 10,43    |
| 4     | Anthony Ferro     | Belgien      | 10,53    |
| 5     | Idrissa Sanou     | Burkina Faso | 10,60    |
| 6     | Matarr Njie       | Gambia       | 10,95    |
| 7     | Dylan Menzies     | Norfolkinsel | 11,57    |
| DNS   | Mahbub Alam       | Bangladesch  |          |

### Vorlauf 3
4. August 2001, 10:42 Uhr
Wind: −0,3 m/s
| Platz | Name                | Nation         | Zeit (s) |
| ----- | ------------------- | -------------- | -------- |
| 1     | Matthew Shirvington | Australien     | 10,29    |
| 2     | Jamal al-Saffar     | Saudi-Arabien  | 10,31    |
| 3     | Chinedu Oriala      | Nigeria        | 10,32    |
| 4     | Lindel Frater       | Jamaika        | 10,57    |
| 5     | Sherwin James       | Dominica       | 10,76    |
| 6     | Gian Nicola Berardi | San Marino     | 10,76    |
| 7     | Asif Hameed         | Pakistan       | 10,84    |
| DNS   | Roman Cress         | Marshallinseln |          |

### Vorlauf 4
4. August 2001, 10:48 Uhr
Wind: +0,3 m/s
| Platz | Name              | Nation             | Zeit (s) |
| ----- | ----------------- | ------------------ | -------- |
| 1     | Bernard Williams  | USA                | 10,20    |
| 2     | Christian Malcolm | Großbritannien     | 10,24    |
| 3     | Tommi Hartonen    | Finnland           | 10,32    |
| 4     | David Patros      | Frankreich         | 10,38    |
| 5     | Ricardo Alves     | Portugal           | 10,55    |
| 6     | Vahagn Javakhyan  | Armenien           | 10,92    |
| 7     | Rommel Espera     | Nördliche Marianen | 12,21    |

### Vorlauf 5
4. August 2001, 10:54 Uhr
Wind: ±0,0 m/s
| Platz | Name                  | Nation       | Zeit (s) |
| ----- | --------------------- | ------------ | -------- |
| 1     | Maurice Greene        | USA          | 10,33    |
| 2     | Serge Bengono         | Kamerun      | 10,36    |
| 3     | Antoine Boussombo     | Gabun        | 10,38    |
| 4     | Reanchai Srihawong    | Thailand     | 10,53    |
| 5     | Francesco Scuderi     | Italien      | 10,53    |
| 6     | Gibrilla Pato Bangura | Sierra Leone | 10,86    |
| 7     | Zakaria Messaiké      | Libanon      | 10,96    |

### Vorlauf 6
4. August 2001, 11:00 Uhr
Wind: −0,4 m/s
| Platz | Name                    | Nation                | Zeit (s) |
| ----- | ----------------------- | --------------------- | -------- |
| 1     | Nobuharu Asahara        | Japan                 | 10,25    |
| 2     | John Ertzgaard          | Norwegen              | 10,42    |
| 3     | Mathew Quinn            | Südafrika             | 10,43    |
| 4     | Éric Pacôme N'Dri       | Elfenbeinküste        | 10,47    |
| 5     | Jacey Harper            | Trinidad und Tobago   | 10,48    |
| 6     | Deodato Freitas         | São Tomé und Príncipe | 11,09    |
| 7     | Bourgnasit Chanthachack | Laos                  | 11,58    |
| DNS   | Arman HJ Sanip          | Brunei                |          |

### Vorlauf 7
4. August 2001, 11:06 Uhr
Wind: ±0,0 m/s
| Platz | Name             | Nation         | Zeit (s)                    |
| ----- | ---------------- | -------------- | --------------------------- |
| 1     | Bruny Surin      | Kanada         | 10,28                       |
| 2     | Obadele Thompson | Barbados       | 10,30                       |
| 3     | Ibrahim Méité    | Elfenbeinküste | 10,45                       |
| 4     | Sayon Cooper     | Liberia        | 10,62                       |
| 5     | Rachid Chouhal   | Malta          | 10,71                       |
| 6     | Ruslan Russidse  | Georgien       | 10,83                       |
| 7     | Sani Biao        | Togo           | 11,00                       |
| DSQ   | Freddy Mayola    | Kuba           | IAAF Rule 162.8 – Fehlstart |

### Vorlauf 8
4. August 2001, 11:12 Uhr
Wind: +0,7 m/s
| Platz | Name                   | Nation         | Zeit (s)                                            |
| ----- | ---------------------- | -------------- | --------------------------------------------------- |
| 1     | Mark Lewis-Francis     | Großbritannien | 10,21                                               |
| 2     | Gennadiy Chernovol     | Kasachstan     | 10,34                                               |
| 3     | Salem al-Yami          | Saudi-Arabien  | 10,34                                               |
| 4     | Akihiro Yasui          | Japan          | 10,51 eigentlich für das Viertelfinale qualifiziert |
| 5     | Denis Daniel Gutiérrez | Nicaragua      | 10,99                                               |
| DNS   | Dam Phirum             | Kambodscha     |                                                     |
| DNS   | Curtis Johnson         | USA            |                                                     |
| DNS   | Justino Sampaio        | Guinea-Bissau  |                                                     |

### Vorlauf 9
4. August 2001, 11:18 Uhr
Wind: ±0,0 m/s
| Platz | Name            | Nation                             | Zeit (s) |
| ----- | --------------- | ---------------------------------- | -------- |
| 1     | Uchenna Emedolu | Nigeria                            | 10,18    |
| 2     | Dwain Chambers  | Großbritannien                     | 10,27    |
| 3     | Aham Okeke      | Norwegen                           | 10,35    |
| 4     | Tim Goebel      | Deutschland                        | 10,42    |
| 5     | Tsai Meng-lin   | Chinesisch Taipeh                  | 10,57    |
| 6     | Mohd Roache     | Samoa                              | 10,78 NR |
| 7     | John Howard     | Föderierte Staaten von Mikronesien | 11,05    |
| 8     | Sesi Salt       | Tonga                              | 11,85    |

### Vorlauf 10
4. August 2001, 11:24 Uhr
Wind: ±0,0 m/s
| Platz | Name                  | Nation                  | Zeit (s)                         |
| ----- | --------------------- | ----------------------- | -------------------------------- |
| 1     | Cláudio Roberto Souza | Brasilien               | 10,41                            |
| 2     | Nicolas Macrozonaris  | Kanada                  | 10,43                            |
| 3     | Piotr Balcerzak       | Polen                   | 10,45                            |
| 4     | Hiroyasu Tsuchie      | Japan                   | 10,54                            |
| 5     | Philemon Roy          | Vanuatu                 | 11,41                            |
| 6     | David Lightbourne     | Turks- und Caicosinseln | 11,53                            |
| DOP   | Tim Montgomery        | USA                     | für das Viertelfinale zugelassen |

### Vorlauf 11
4. August 2001, 11:30 Uhr
Wind: ±0,0 m/s
| Platz | Name                  | Nation              | Zeit (s) |
| ----- | --------------------- | ------------------- | -------- |
| 1     | Ato Boldon            | Trinidad und Tobago | 10,13    |
| 2     | Donovan Bailey        | Kanada              | 10,20    |
| 3     | Alexandr Porchomowski | Israel              | 10,42    |
| 4     | Oumar Loum            | Senegal             | 10,50    |
| 5     | Andrew Konai          | Salomonen           | 11,10    |
| 6     | Harmon Harmon         | Cookinseln          | 11,37    |
| DNS   | Elly Ollarves         | Venezuela           |          |

## Viertelfinale
Aus den fünf Viertelfinalläufen qualifizierten sich die jeweils ersten drei Athleten – hellblau unterlegt – sowie der darüber hinaus zeitschnellste Läufer – hellgrün unterlegt – für das Halbfinale.
Wegen eines Ausfalls des Geräts für die Windmessung liegen für die Viertelfinalrennen keine Windangaben vor.

### Viertelfinallauf 1

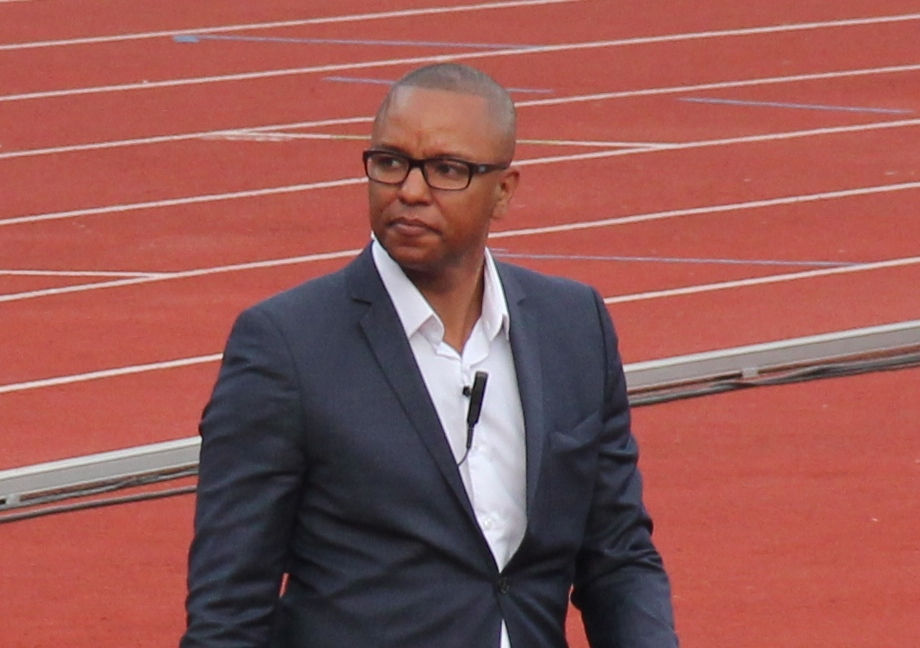
John Ertzgaard schied mit 10,25 s im Viertelfinale aus

4. August 2001, 16:05 Uhr / NWI
| Platz | Name                  | Nation              | Zeit (s)                      |
| ----- | --------------------- | ------------------- | ----------------------------- |
| 1     | Kim Collins           | St. Kitts und Nevis | 10,00                         |
| 2     | Uchenna Emedolu       | Nigeria             | 10,06                         |
| 3     | Troy Douglas          | Niederlande         | 10,09                         |
| 4     | Morné Nagel           | Südafrika           | 10,20                         |
| 5     | John Ertzgaard        | Norwegen            | 10,25                         |
| 6     | Nicolas Macrozonaris  | Kanada              | 10,29                         |
| 7     | Alexandr Porchomowski | Israel              | 10,28                         |
| DOP   | Tim Montgomery        | USA                 | für das Halbfinale zugelassen |

### Viertelfinallauf 2
4. August 2001, 16:11 Uhr / NWI
| Platz | Name                  | Nation              | Zeit (s) |
| ----- | --------------------- | ------------------- | -------- |
| 1     | Maurice Greene        | USA                 | 09,88    |
| 2     | Ato Boldon            | Trinidad und Tobago | 10,06    |
| 3     | Donovan Bailey        | Kanada              | 10,11    |
| 4     | Cláudio Roberto Souza | Brasilien           | 10,26    |
| 5     | Serge Bengono         | Kamerun             | 10,27    |
| 6     | Oumar Loum            | Senegal             | 10,42    |
| 7     | Mathew Quinn          | Südafrika           | 10,46    |
| DNS   | Llewelyn Bredwood     | Jamaika             |          |

### Viertelfinallauf 3
4. August 2001, 16:17 Uhr / NWI
| Platz | Name               | Nation         | Zeit (s) |
| ----- | ------------------ | -------------- | -------- |
| 1     | Mark Lewis-Francis | Großbritannien | 09,97    |
| 2     | Obadele Thompson   | Barbados       | 10,03    |
| 3     | Bruny Surin        | Kanada         | 10,11    |
| 4     | Tommi Hartonen     | Finnland       | 10,21    |
| 5     | Salem al-Yami      | Saudi-Arabien  | 10,21    |
| 6     | Fabrice Calligny   | Frankreich     | 10,22    |
| 7     | Éric Pacôme N'Dri  | Elfenbeinküste | 10,29    |
| 8     | Tim Goebel         | Deutschland    | 10,31    |

### Viertelfinallauf 4
4. August 2001, 16:23 Uhr / NWI
| Platz | Name              | Nation         | Zeit (s)                                         |
| ----- | ----------------- | -------------- | ------------------------------------------------ |
| 1     | Dwain Chambers    | Großbritannien | 09,97                                            |
| 2     | Nobuharu Asahara  | Japan          | 10,06                                            |
| 3     | Aziz Zakari       | Ghana          | 10,11                                            |
| 4     | Aham Okeke        | Norwegen       | 10,15 eigentlich für das Halbfinale qualifiziert |
| 5     | Jamal al-Saffar   | Saudi-Arabien  | 10,17                                            |
| 6     | Piotr Balcerzak   | Polen          | 10,33                                            |
| 7     | David Patros      | Frankreich     | 10,34                                            |
| DNS   | Antoine Boussombo | Gabun          |                                                  |

### Viertelfinallauf 5

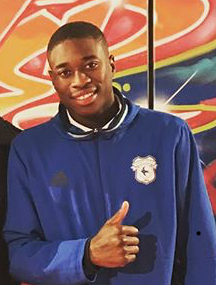
Als Achter seines Viertelfinallaufs erreichte Ibrahim Méité nicht das Halbfinale

4. August 2001, 16:29 Uhr / NWI
| Platz | Name                | Nation              | Zeit (s) |
| ----- | ------------------- | ------------------- | -------- |
| 1     | Bernard Williams    | USA                 | 09,95    |
| 2     | Christian Malcolm   | Großbritannien      | 10,09    |
| 3     | Matthew Shirvington | Australien          | 10,14    |
| 4     | Kenneth Andam       | Ghana               | 10,26    |
| 5     | Gennadiy Chernovol  | Kasachstan          | 10,28    |
| 6     | Chinedu Oriala      | Nigeria             | 10,30    |
| 7     | Jacey Harper        | Trinidad und Tobago | 10,45    |
| 8     | Ibrahim Méité       | Elfenbeinküste      | 10,48    |

## Halbfinale
Aus den beiden Halbfinalläufen qualifizierten sich die jeweils ersten vier Athleten – für das Finale.

### Halbfinallauf 1
5. August 2001, 15:30 Uhr
Wind: −1,2 m/s
| Platz | Name               | Nation              | Zeit (s) |
| ----- | ------------------ | ------------------- | -------- |
| 1     | Maurice Greene     | USA                 | 10,01    |
| 2     | Ato Boldon         | Trinidad und Tobago | 10,12    |
| 3     | Kim Collins        | St. Kitts und Nevis | 10,12    |
| 4     | Aziz Zakari        | Ghana               | 10,17    |
| 5     | Mark Lewis-Francis | Großbritannien      | 10,26    |
| 6     | Donovan Bailey     | Kanada              | 10,33    |
| 7     | Nobuharu Asahara   | Japan               | 10,33    |
| 8     | Troy Douglas       | Niederlande         | 10,47    |

Im ersten Halbfinalrennen ausgeschiedene Läufer:

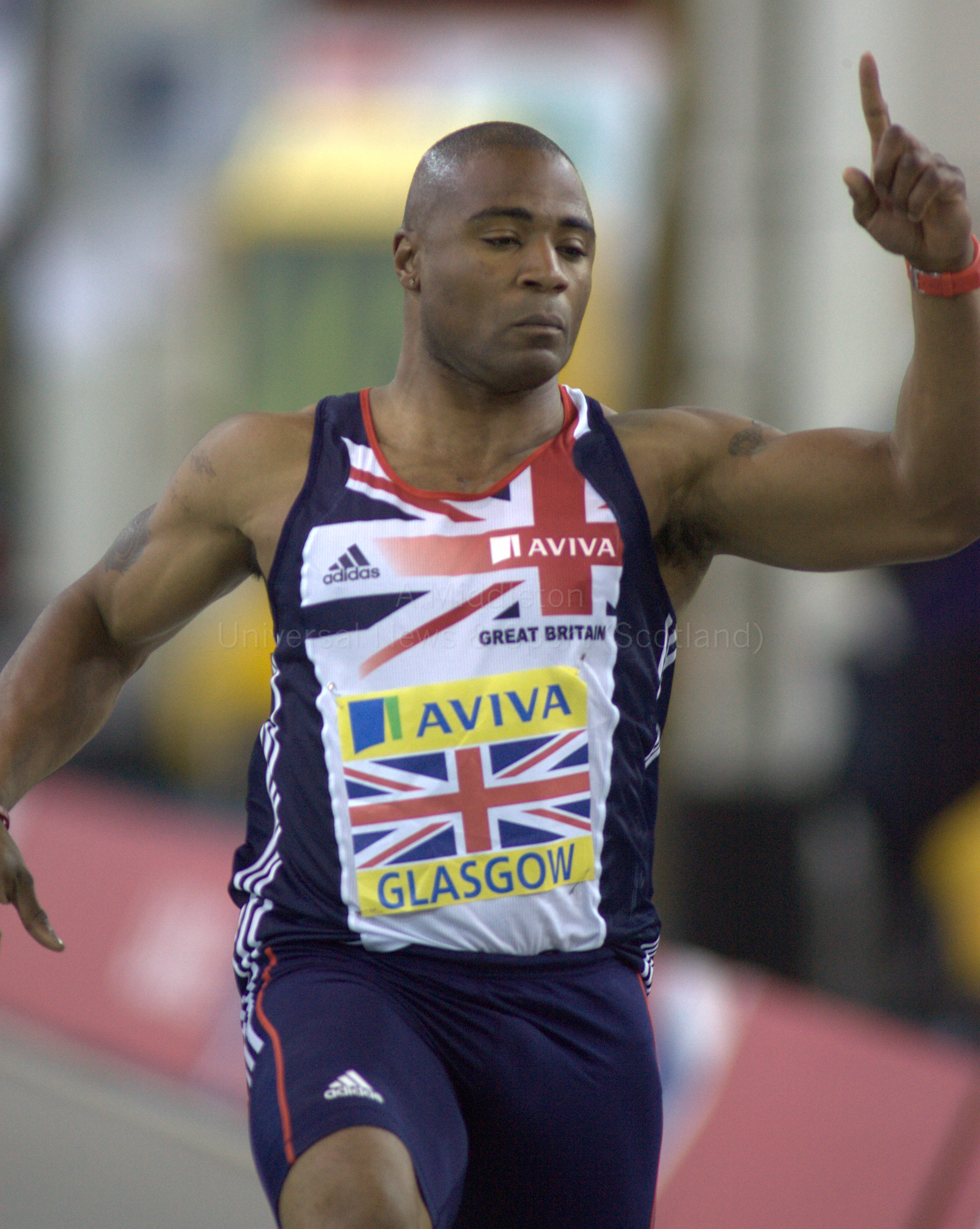
Mark Lewis-Francis Rang fünf in 10,26 s
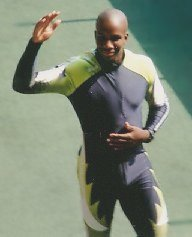
Donovan Bailey Rang sechs in 10,33 s
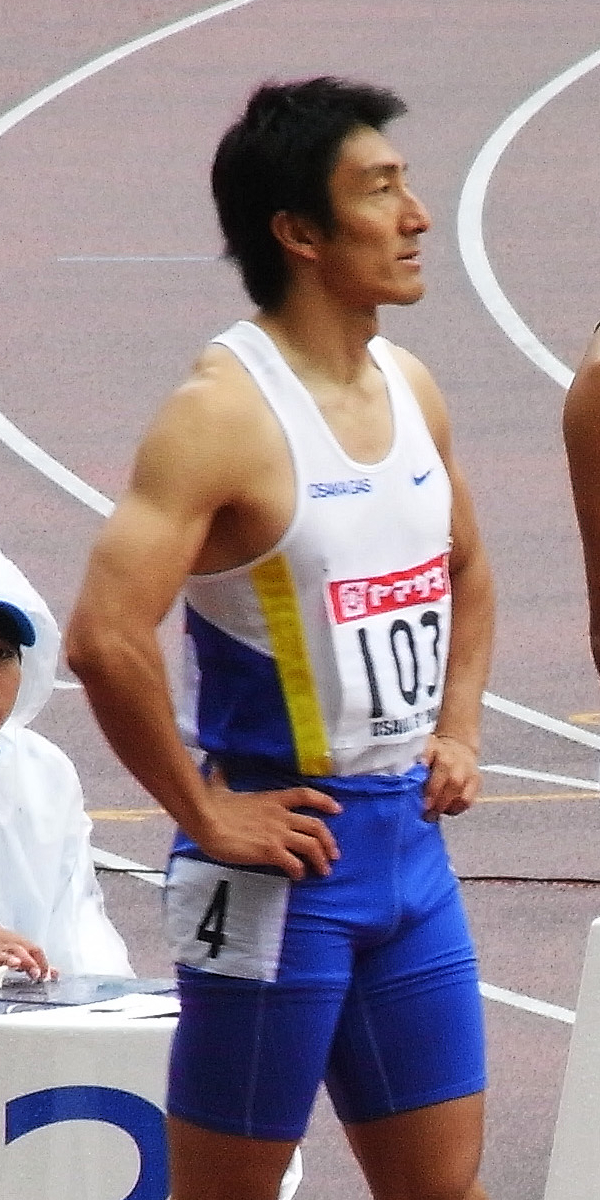
Nobuharu Asahara Rang sieben in 10,33 s
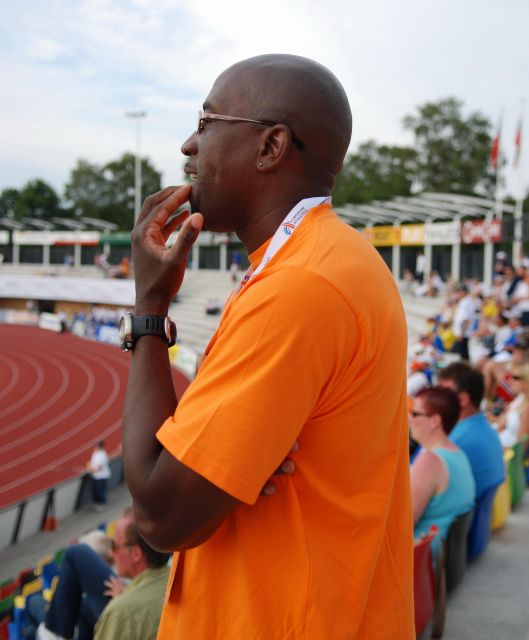
Troy Douglas Rang acht in 10,47 s

### Halbfinallauf 2
5. August 2001, 15:37 Uhr
Wind: −1,7 m/s
| Platz | Name                | Nation         | Zeit (s)                                     |
| ----- | ------------------- | -------------- | -------------------------------------------- |
| 1     | Bernard Williams    | USA            | 10,06                                        |
| 2     | Dwain Chambers      | Großbritannien | 10,10                                        |
| 3     | Christian Malcolm   | Großbritannien | 10,24                                        |
| 4     | Uchenna Emedolu     | Nigeria        | 10,29 eigentlich für das Finale qualifiziert |
| 5     | Obadele Thompson    | Barbados       | 10,31                                        |
| 6     | Matthew Shirvington | Australien     | 10,32                                        |
| 7     | Bruny Surin         | Kanada         | 10,39                                        |
| DOP   | Tim Montgomery      | USA            | für das Finale zugelassen                    |

Im zweiten Halbfinalrennen ausgeschiedene Läufer:

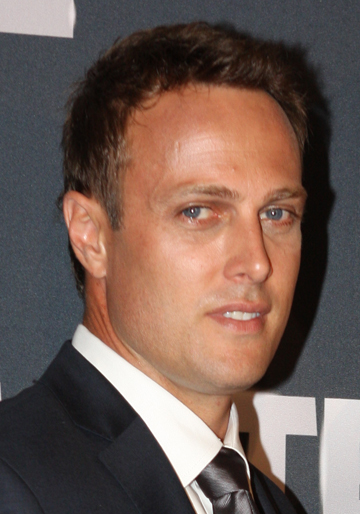
Matthew Shirvington Rang sechs in 10,32 s
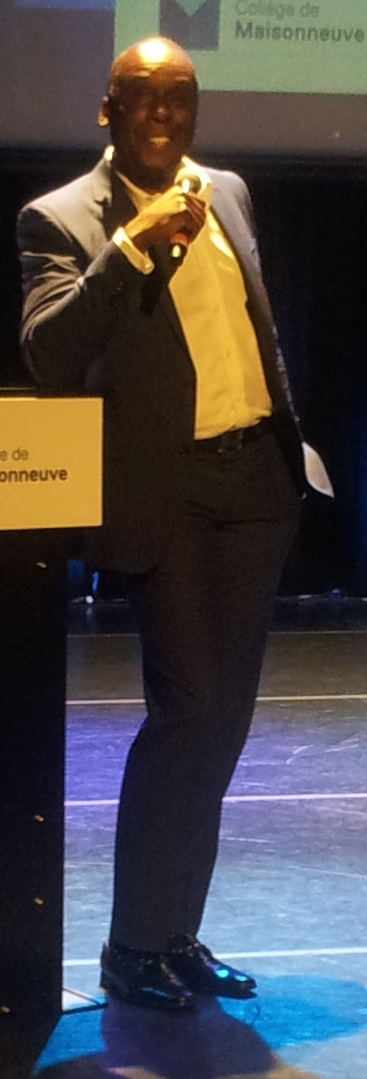
Bruny Surin Rang sieben in 10,39 s

## Finale
5. August 2001, 17:35 Uhr
Wind: −0,2 m/s
| Platz | Name              | Nation              | Zeit (s) |
| ----- | ----------------- | ------------------- | -------- |
| 1     | Maurice Greene    | USA                 | 09,92    |
| 2     | Bernard Williams  | USA                 | 09,94    |
| 3     | Ato Boldon        | Trinidad und Tobago | 09,98    |
| 4     | Dwain Chambers    | Großbritannien      | 09,99    |
| 5     | Kim Collins       | St. Kitts und Nevis | 10,07    |
| 6     | Christian Malcolm | Großbritannien      | 10,11    |
| 7     | Aziz Zakari       | Ghana               | 10,24    |
| DOP   | Tim Montgomery    | USA                 |          |

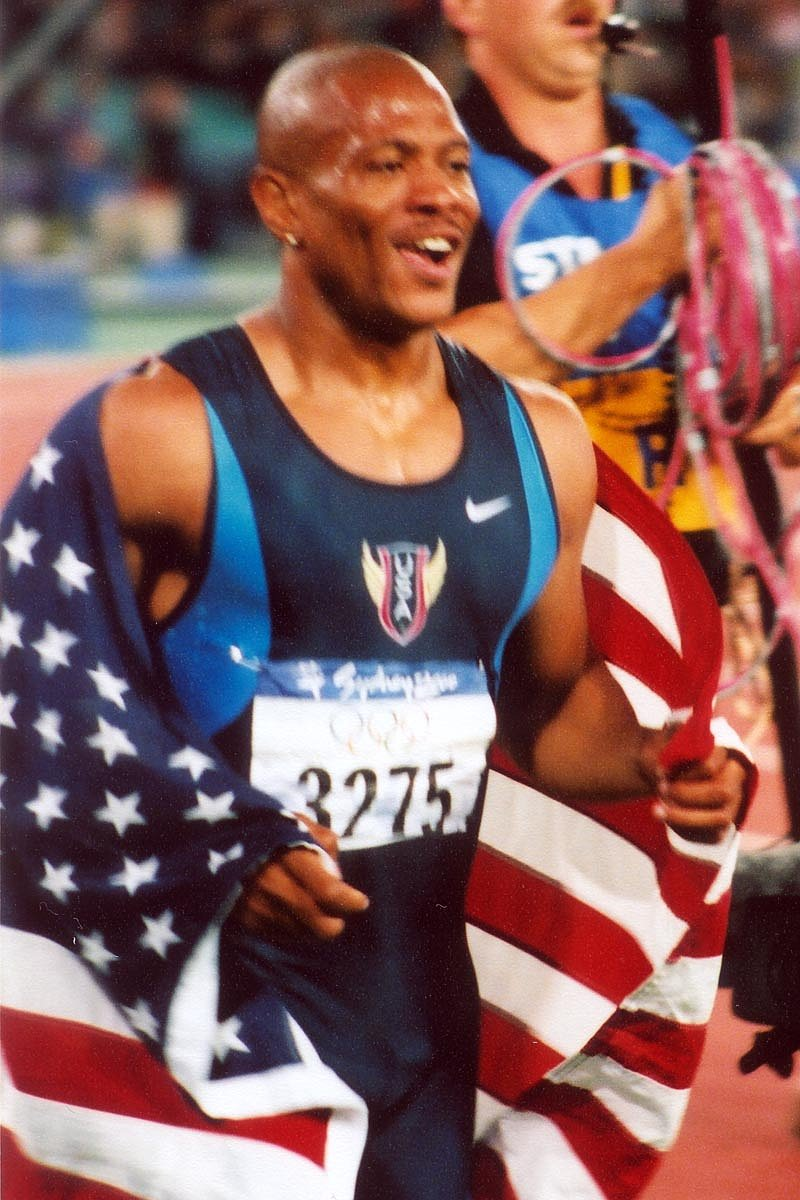
Weltmeister Maurice Greene mit seinem dritten 100-m-Titel in Folge und seinem insgesamt fünften WM-Titel

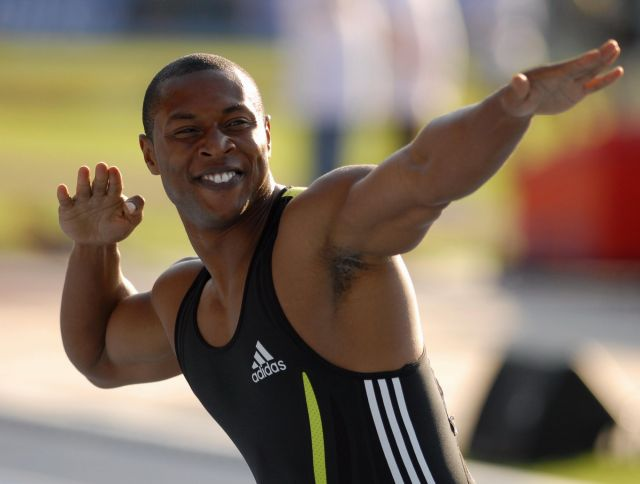
Bernard Williams – Einzelsilber nach dem Olympiasieg mit der US-Sprintstaffel im Vorjahr
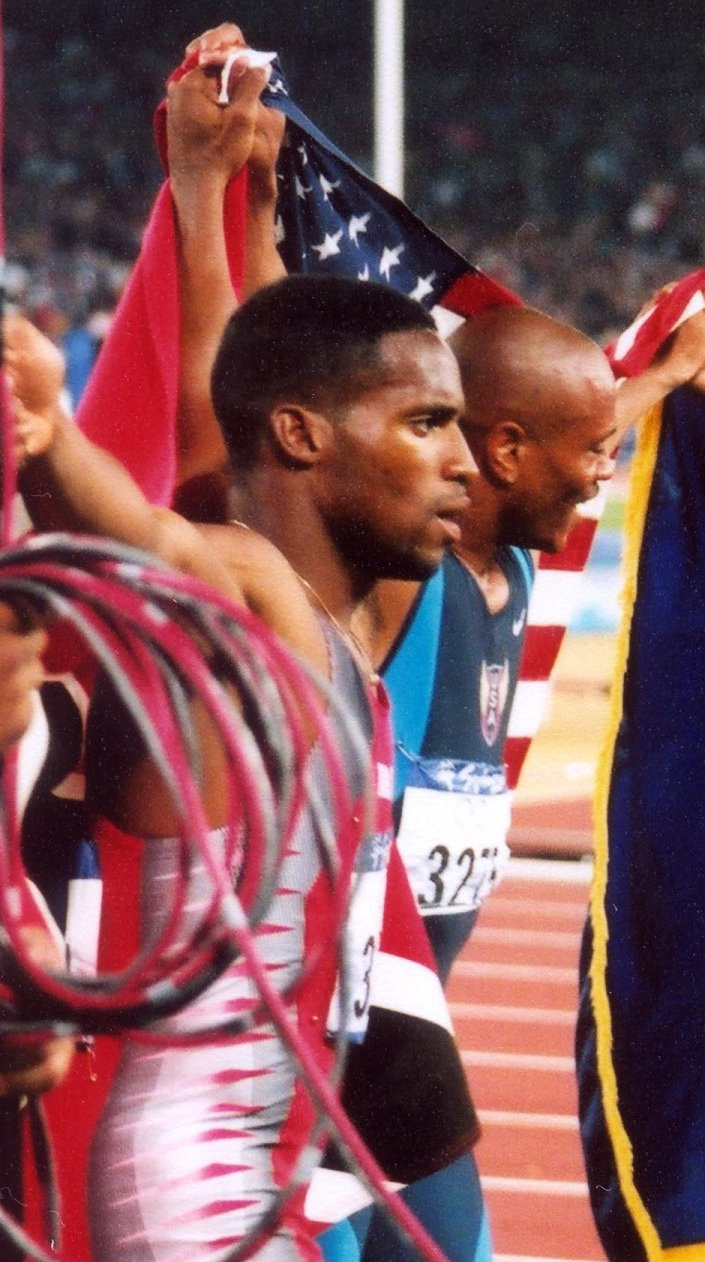
Ato Boldon – der 200-m-Weltmeister von 1997 gewann seine zweite WM-Bronzemedaille nach 1995, Olympiabronze hatte es für ihn 2000 über 100- und 200 Meter gegeben, außerdem errang er am Schlusstag mit der 4-mal-100-Meter-Staffel seines Landes Silber
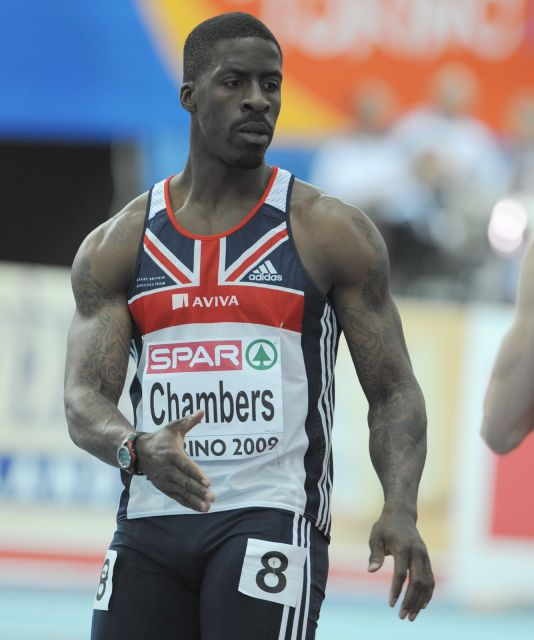
Der WM-Dritte von 1999 und Vizeeuropameister von 1998 Dwain Chambers belegte Rang vier
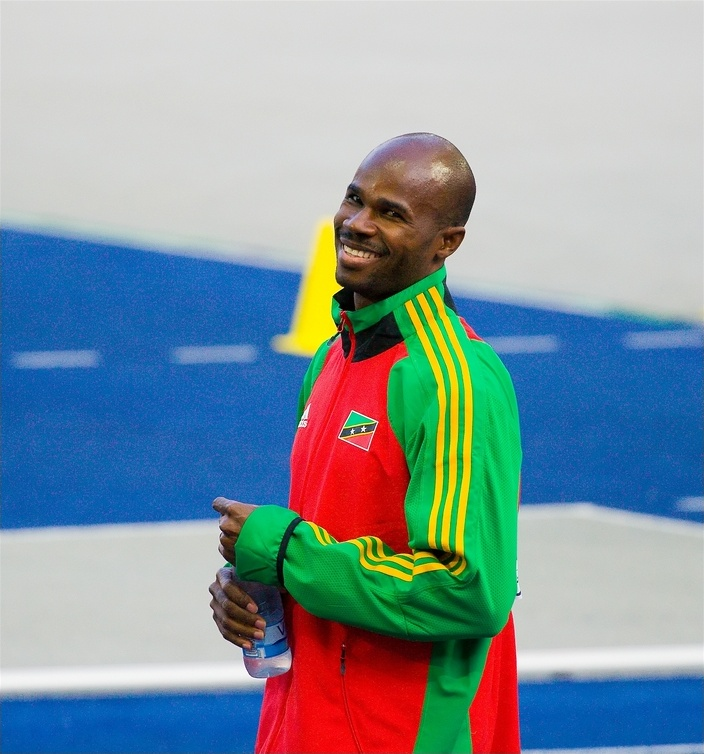
Kim Collins wurde Fünfter – hier in Edmonton errang er vier Tage später Bronze über 200 Meter und zwei Jahre später in Paris wurde er ganz überraschend Weltmeister.
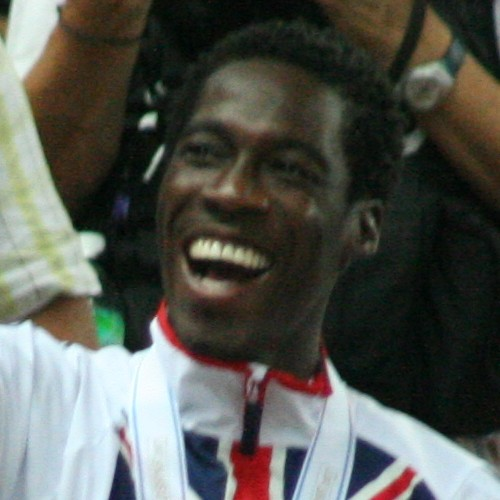
Christian Malcolm erreichte Platz sechs

## Video
- 100m Final-Edmonton 2001 auf youtube.com, abgerufen am 5. August 2020